# Øksnebjerg Mølle
Øksnebjerg Mølle ved Øksnebjerg, ca. 5 km øst for Assens, blev opført i 1856 som en hollandsk vindmølle med galleri. Møllen fungerede til 1958. Den krøjer manuelt.
Orkanen i december 1999 medførte store skader på møllens vinger, der blev revet af. Vingerne blev retableret i 2002.
Møllen er åben for publikum på "Dansk Mølledag", der falder på den 3. søndag i juni.